# Gand-Wevelgem 2017
La 79e édition de Gand-Wevelgem a lieu le 26 mars 2017. Elle fait partie du calendrier UCI World Tour 2017 en catégorie 1.UWT.

## Équipes
| WorldTeams (18)- Bora-Hansgrohe - Quick-Step Floors - Lotto-Soudal - BMC Racing Team - AG2R La Mondiale - Astana - Bahrain-Merida - Cannondale-Drapac - FDJ - Movistar Team - Orica-Scott - Dimension Data - Katusha-Alpecin - Lotto NL-Jumbo - Sky - Team Sunweb - Trek-Segafredo - UAE Team Emirates Équipes continentales professionnelles (7)- Sport Vlaanderen-Baloise - Wanty-Groupe Gobert - Verandas Willems-Crelan - Cofidis, Solutions Crédits - WB-Veranclassic-Aqua Protect - Israel Cycling Academy - Roompot-Nederlandse Loterij |
| |

## Présentation

### Parcours
Fin novembre 2016, le directeur de la course, Hans De Clercq, indique que la course passera par les Plugstreets, « petits chemins étroits, sinueux, et en semi dur »,, afin de commémorer le cessez-le-feu de Noël en 1914 et pour rendre hommage aux victimes de la Première Guerre mondiale dans les Flandres. Il déclare « en intégrant les Plugstreets, ça sera la guerre à nouveau, mais fort heureusement ça se passera sur le vélo. C'est une belle manière de rendre hommage aux victimes ». Ces passages sont rendus possibles par des travaux effectués en 2016,. Les dirigeants d'équipes belges Patrick Lefevere, Wilfried Peeters (Quick-Step Floors), Herman Frison (Lotto-Soudal), ainsi que le coureur belge Jan Bakelants (AG2R La Mondiale) ont critiqué l'ajout de ces chemins au parcours, les jugeant superflus, et ajoutant de la dangerosité à la course,.
Il est également prévu de rendre hommage à Antoine Demoitié, coureur de Wanty-Groupe Gobert mort l'année passée des suites d'un accident sur la course. Le dossard 192 qu'il portait durant la course n'est pas attribué.
Onze monts sont au programme de cette édition, dont certains recouverts de pavés :
| Mont | Nom                                  | Km    | Revêtement | Longueur (m) | Pente moyenne | Pente maxi | Km de l'arrivée |
| ---- | ------------------------------------ | ----- | ---------- | ------------ | ------------- | ---------- | --------------- |
| 1    | Mont des Cats                        | 135,6 |            |              | %             | %          | 113,6           |
| 2    | Mont Kokereel (nl)                   | 139,1 |            |              | %             | %          | 110,1           |
| 3    | Vert Mont (nl)                       | 141,4 |            |              | %             | %          | 107,8           |
| 4    | Mont Noir - Côte du Ravel Put        | 143,7 |            |              | %             | %          | 105,5           |
| 5    | Mont Noir - Côte de la Blanchisserie | 148,9 |            |              | %             | %          | 100,3           |
| 6    | Ravensberg                           | 155,4 |            |              | %             | %          | 93,8            |
| 7    | Baneberg (nl)                        | 166,5 |            |              | %             | %          | 82,7            |
| 8    | Mont Kemmel - Belvedère              | 174,5 |            |              | %             | %          | 74,7            |
| 9    | Monteberg (nl)                       | 178,5 |            |              | %             | %          | 70,7            |
| 10   | Baneberg (nl)                        | 210,3 |            |              | %             | %          | 38,9            |
| 11   | Mont Kemmel - Ossuaire               | 214,9 |            |              | %             | %          | 34,3            |

## Classement final
| \| Classement général \| Classement général \| Classement général \| Classement général \| Classement général \| \| Coureur \| Coureur \| Pays \| Équipe \| Temps \| \| ------------------ \| ------------------ \| ------------------ \| ------------------ \| ------------------ \| \| 1er \| Greg Van Avermaet \| Belgique \| BMC Racing Team \| 5 h 39 min 05 s \| \| 2e \| Jens Keukeleire \| Belgique \| Orica-Scott \| + 0 s \| \| 3e \| Peter Sagan \| Slovaquie \| Bora-Hansgrohe \| + 6 s \| \| 4e \| Niki Terpstra \| Pays-Bas \| Quick-Step Floors \| + 6 s \| \| 5e \| John Degenkolb \| Allemagne \| Trek-Segafredo \| + 6 s \| \| 6e \| Tom Boonen \| Belgique \| Quick-Step Floors \| + 6 s \| \| 7e \| Jens Debusschere \| Belgique \| Lotto-Soudal \| + 6 s \| \| 8e \| Michael Matthews \| Australie \| Team Sunweb \| + 6 s \| \| 9e \| Fernando Gaviria \| Colombie \| Quick-Step Floors \| + 6 s \| \| 10e \| Sacha Modolo \| Italie \| UAE Team Emirates \| + 6 s \| |                   |           |                   |                 |
| |                   |           |                   |                 |
| Source : ProCyclingStats |                   |           |                   |                 |
| Classement général |                   |           |                   |                 |
| Coureur | Coureur           | Pays      | Équipe            | Temps           |
| 1er | Greg Van Avermaet | Belgique  | BMC Racing Team   | 5 h 39 min 05 s |
| 2e | Jens Keukeleire   | Belgique  | Orica-Scott       | + 0 s           |
| 3e | Peter Sagan       | Slovaquie | Bora-Hansgrohe    | + 6 s           |
| 4e | Niki Terpstra     | Pays-Bas  | Quick-Step Floors | + 6 s           |
| 5e | John Degenkolb    | Allemagne | Trek-Segafredo    | + 6 s           |
| 6e | Tom Boonen        | Belgique  | Quick-Step Floors | + 6 s           |
| 7e | Jens Debusschere  | Belgique  | Lotto-Soudal      | + 6 s           |
| 8e | Michael Matthews  | Australie | Team Sunweb       | + 6 s           |
| 9e | Fernando Gaviria  | Colombie  | Quick-Step Floors | + 6 s           |
| 10e | Sacha Modolo      | Italie    | UAE Team Emirates | + 6 s           |

## Liste des participants
- Liste de départ complète

| Légende | Légende                                                                    | Légende | Légende                                                    |
| ------- | -------------------------------------------------------------------------- | ------- | ---------------------------------------------------------- |
| Num     | Dossard de départ porté par le coureur sur ce Gand-Wevelgem                | Pos     | Position à l'arrivée de la course                          |
|         | Indique un maillot de champion national ou mondial, suivi de sa spécialité | NP      | Indique un coureur qui n'a pas pris le départ de la course |
| AB      | Indique un coureur qui n'a pas terminé la course                           | HD      | Indique un coureur qui a terminé la course hors des délais |

| Bora-Hansgrohe BOH             | Bora-Hansgrohe BOH        | Bora-Hansgrohe BOH |
| ------------------------------ | ------------------------- | ------------------ |
| Num                            | Coureur                   | Pos                |
| 1                              | Peter Sagan (SVK) (Route) | 3e                 |
| 2                              | Sam Bennett (IRL)         | 17e                |
| 3                              | Maciej Bodnar (POL)       | 94e                |
| 4                              | Marcus Burghardt (GER)    | 93e                |
| 5                              | Michal Kolář (SVK)        | AB                 |
| 6                              | Juraj Sagan (SVK)         | 14e                |
| 7                              | Aleksejs Saramotins (LAT) | AB                 |
| 8                              | Andreas Schillinger (GER) | AB                 |
| Directeur sportif : Jens Zemke |                           |                    |

| Quick-Step Floors QST                | Quick-Step Floors QST  | Quick-Step Floors QST |
| ------------------------------------ | ---------------------- | --------------------- |
| Num                                  | Coureur                | Pos                   |
| 11                                   | Tom Boonen (BEL)       | 6e                    |
| 12                                   | Iljo Keisse (BEL)      | 64e                   |
| 13                                   | Yves Lampaert (BEL)    | 49e                   |
| 14                                   | Fernando Gaviria (COL) | 9e                    |
| 15                                   | Julien Vermote (BEL)   | 48e                   |
| 16                                   | Zdeněk Štybar (CZE)    | 52e                   |
| 17                                   | Niki Terpstra (NED)    | 4e                    |
| 18                                   | Matteo Trentin (ITA)   | 51e                   |
| Directeur sportif : Wilfried Peeters |                        |                       |

| Lotto-Soudal LTS                  | Lotto-Soudal LTS       | Lotto-Soudal LTS |
| --------------------------------- | ---------------------- | ---------------- |
| Num                               | Coureur                | Pos              |
| 21                                | Jens Debusschere (BEL) | 7e               |
| 22                                | Jürgen Roelandts (BEL) | 41e              |
| 23                                | Nikolas Maes (BEL)     | 31e              |
| 24                                | Frederik Frison (BEL)  | AB               |
| 25                                | Moreno Hofland (NED)   | 62e              |
| 26                                | Jelle Wallays (BEL)    | 84e              |
| 27                                | Lars Bak (DEN)         | AB               |
| 28                                | Marcel Sieberg (GER)   | 56e              |
| Directeur sportif : Herman Frison |                        |                  |

| BMC Racing BMC                    | BMC Racing BMC          | BMC Racing BMC |
| --------------------------------- | ----------------------- | -------------- |
| Num                               | Coureur                 | Pos            |
| 31                                | Greg Van Avermaet (BEL) | 1er            |
| 32                                | Silvan Dillier (SUI)    | 42e            |
| 33                                | Daniel Oss (ITA)        | 39e            |
| 34                                | Manuel Quinziato (ITA)  | AB             |
| 35                                | Dylan Teuns (BEL)       | 90e            |
| 36                                | Stefan Küng (SUI)       | 82e            |
| 37                                | Francisco Ventoso (ESP) | 65e            |
| 38                                | Loïc Vliegen (BEL)      | 27e            |
| Directeur sportif : Fabio Baldato |                         |                |

| AG2R La Mondiale ALM              | AG2R La Mondiale ALM     | AG2R La Mondiale ALM |
| --------------------------------- | ------------------------ | -------------------- |
| Num                               | Coureur                  | Pos                  |
| 41                                | Oliver Naesen (BEL)      | 22e                  |
| 42                                | Stijn Vandenbergh (BEL)  | AB                   |
| 43                                | Nico Denz (GER)          | AB                   |
| 44                                | Rudy Barbier (FRA)       | AB                   |
| 45                                | Alexis Gougeard (FRA)    | AB                   |
| 46                                | Hugo Houle (CAN)         | 34e                  |
| 47                                | Julien Duval (FRA)       | 59e                  |
| 48                                | Gediminas Bagdonas (LTU) | 91e                  |
| Directeur sportif : Julien Jurdie |                          |                      |

| Astana AST                         | Astana AST                  | Astana AST |
| ---------------------------------- | --------------------------- | ---------- |
| Num                                | Coureur                     | Pos        |
| 51                                 | Matti Breschel (DEN)        | AB         |
| 52                                 | Laurens De Vreese (BEL)     | 61e        |
| 53                                 | Oscar Gatto (ITA)           | AB         |
| 54                                 | Andriy Grivko (UKR)         | 40e        |
| 55                                 | Dmitriy Gruzdev (KAZ) (Clm) | 86e        |
| 56                                 | Alexey Lutsenko (KAZ)       | AB         |
| 57                                 | Ruslan Tleubayev (KAZ)      | AB         |
| 58                                 | Michael Valgren (DEN)       | 33e        |
| Directeur sportif : Stefano Zanini |                             |            |

| Bahrain-Merida TBM                  | Bahrain-Merida TBM       | Bahrain-Merida TBM |
| ----------------------------------- | ------------------------ | ------------------ |
| Num                                 | Coureur                  | Pos                |
| 61                                  | Chun Kai Feng (TPE)      | AB                 |
| 62                                  | Niccolò Bonifazio (ITA)  | 37e                |
| 63                                  | Borut Božič (SLO)        | 83e                |
| 64                                  | Sonny Colbrelli (ITA)    | 13e                |
| 65                                  | Iván García (ESP)        | 104e               |
| 66                                  | Jon Ander Insausti (ESP) | AB                 |
| 67                                  | David Per (SLO)          | AB                 |
| 68                                  | Luka Pibernik (SLO)      | 54e                |
| Directeur sportif : Tristan Hoffman |                          |                    |

| Cannondale-Drapac CDT             | Cannondale-Drapac CDT     | Cannondale-Drapac CDT |
| --------------------------------- | ------------------------- | --------------------- |
| Num                               | Coureur                   | Pos                   |
| 71                                | Alberto Bettiol (ITA)     | 32e                   |
| 72                                | Tom Van Asbroeck (BEL)    | 55e                   |
| 73                                | Kristjan Koren (SLO)      | AB                    |
| 74                                | Thomas Scully (NZL)       | AB                    |
| 75                                | Sebastian Langeveld (NED) | 99e                   |
| 76                                | Dylan van Baarle (NED)    | 97e                   |
| 77                                | Ryan Mullen (IRL)         | 72e                   |
| 78                                | Wouter Wippert (NED)      | AB                    |
| Directeur sportif : Ken Vanmarcke |                           |                       |

| FDJ                                | FDJ                             | FDJ  |
| ---------------------------------- | ------------------------------- | ---- |
| Num                                | Coureur                         | Pos  |
| 81                                 | Arnaud Démare (FRA)             | 78e  |
| 82                                 | Mickaël Delage (FRA)            | 107e |
| 83                                 | Jacopo Guarnieri (ITA)          | AB   |
| 84                                 | Ignatas Konovalovas (LTU) (Clm) | AB   |
| 85                                 | Lorrenzo Manzin (FRA)           | AB   |
| 86                                 | Matthieu Ladagnous (FRA)        | AB   |
| 87                                 | Olivier Le Gac (FRA)            | 106e |
| 88                                 | Marc Sarreau (FRA)              | AB   |
| Directeur sportif : Martial Gayant |                                 |      |

| Movistar MOV                                   | Movistar MOV           | Movistar MOV |
| ---------------------------------------------- | ---------------------- | ------------ |
| Num                                            | Coureur                | Pos          |
| 91                                             | Jorge Arcas (ESP)      | AB           |
| 92                                             | Carlos Barbero (ESP)   | 67e          |
| 93                                             | Nuno Bico (POR)        | AB           |
| 94                                             | Carlos Betancur (COL)  | AB           |
| 95                                             | Héctor Carretero (ESP) | 92e          |
| 96                                             | Daniele Bennati (ITA)  | 24e          |
| 97                                             | Antonio Pedrero (ESP)  | AB           |
| 98                                             | Jasha Sütterlin (GER)  | 28e          |
| Directeur sportif : José Vicente García Acosta |                        |              |

| Orica-Scott ORS                     | Orica-Scott ORS               | Orica-Scott ORS |
| ----------------------------------- | ----------------------------- | --------------- |
| Num                                 | Coureur                       | Pos             |
| 101                                 | Jens Keukeleire (BEL)         | 2e              |
| 102                                 | Mathew Hayman (AUS)           | 98e             |
| 103                                 | Caleb Ewan (AUS)              | 101e            |
| 104                                 | Christopher Juul Jensen (DEN) | 47e             |
| 105                                 | Mitchell Docker (AUS)         | 43e             |
| 106                                 | Roger Kluge (GER)             | AB              |
| 107                                 | Luka Mezgec (SLO)             | 26e             |
| 108                                 | Magnus Cort Nielsen (DEN)     | AB              |
| Directeur sportif : Laurenzo Lapage |                               |                 |

| Dimension Data DDD                          | Dimension Data DDD                | Dimension Data DDD |
| ------------------------------------------- | --------------------------------- | ------------------ |
| Num                                         | Coureur                           | Pos                |
| 111                                         | Edvald B. Hagen (NOR) (Route/Clm) | 44e                |
| 112                                         | Youcef Reguigui (ALG)             | AB                 |
| 113                                         | Nicolas Dougall (RSA)             | AB                 |
| 114                                         | Bernhard Eisel (AUT)              | 76e                |
| 115                                         | Tyler Farrar (USA)                | 96e                |
| 116                                         | Mark Renshaw (AUS)                | AB                 |
| 117                                         | Jay Robert Thomson (RSA)          | 66e                |
| 118                                         | Scott Thwaites (GBR)              | 29e                |
| Directeur sportif : Jean-Pierre Heynderickx |                                   |                    |

| Katusha-Alpecin KAT                 | Katusha-Alpecin KAT          | Katusha-Alpecin KAT |
| ----------------------------------- | ---------------------------- | ------------------- |
| Num                                 | Coureur                      | Pos                 |
| 121                                 | Alexander Kristoff (NOR)     | 73e                 |
| 122                                 | Baptiste Planckaert (BEL)    | 85e                 |
| 123                                 | Tony Martin (GER)            | 113e                |
| 124                                 | Viatcheslav Kouznetsov (RUS) | 69e                 |
| 125                                 | Marco Haller (AUT)           | AB                  |
| 126                                 | Michael Mørkøv (DEN)         | 103e                |
| 127                                 | Sven Erik Bystrøm (NOR)      | AB                  |
| 128                                 | Rick Zabel (GER)             | 68e                 |
| Directeur sportif : Torsten Schmidt |                              |                     |

| Lotto NL-Jumbo TLJ            | Lotto NL-Jumbo TLJ              | Lotto NL-Jumbo TLJ |
| ----------------------------- | ------------------------------- | ------------------ |
| Num                           | Coureur                         | Pos                |
| 131                           | Lars Boom (NED)                 | 95e                |
| 132                           | Gijs Van Hoecke (BEL)           | AB                 |
| 133                           | Dylan Groenewegen (NED) (Route) | 80e                |
| 134                           | Amund Grøndahl Jansen (NOR)     | 81e                |
| 135                           | Bram Tankink (NED)              | 35e                |
| 136                           | Jos van Emden (NED)             | 18e                |
| 137                           | Robert Wagner (GER)             | 57e                |
| 138                           | Tom Leezer (BEL)                | AB                 |
| Directeur sportif : Jan Boven |                                 |                    |

| Sky SKY                            | Sky SKY                 | Sky SKY |
| ---------------------------------- | ----------------------- | ------- |
| Num                                | Coureur                 | Pos     |
| 141                                | Luke Rowe (GBR)         | AB      |
| 142                                | Ian Stannard (GBR)      | 21e     |
| 143                                | Owain Doull (GBR)       | AB      |
| 144                                | Christian Knees (GER)   | 110e    |
| 145                                | Gianni Moscon (ITA)     | 115e    |
| 146                                | Jonathan Dibben (GBR)   | AB      |
| 147                                | Danny van Poppel (NED)  | AB      |
| 148                                | Łukasz Wiśniowski (POL) | 109e    |
| Directeur sportif : Servais Knaven |                         |         |

| Sunweb SUN                      | Sunweb SUN                 | Sunweb SUN |
| ------------------------------- | -------------------------- | ---------- |
| Num                             | Coureur                    | Pos        |
| 151                             | Bert De Backer (BEL)       | AB         |
| 152                             | Zico Waeytens (BEL)        | AB         |
| 153                             | Roy Curvers (NED)          | AB         |
| 154                             | Søren Kragh Andersen (DEN) | 16e        |
| 155                             | Michael Matthews (NED)     | 8e         |
| 156                             | Ramon Sinkeldam (NED)      | AB         |
| 157                             | Mike Teunissen (NED)       | 79e        |
| 158                             | Nikias Arndt (GER)         | AB         |
| Directeur sportif : Rudie Kemna |                            |            |

| Trek-Segafredo TFS             | Trek-Segafredo TFS   | Trek-Segafredo TFS |
| ------------------------------ | -------------------- | ------------------ |
| Num                            | Coureur              | Pos                |
| 161                            | Jasper Stuyven (BEL) | 46e                |
| 162                            | Edward Theuns (BEL)  | 19e                |
| 163                            | Boy van Poppel (NED) | AB                 |
| 164                            | Kiel Reijnen (USA)   | AB                 |
| 165                            | Fabio Felline (ITA)  | 50e                |
| 166                            | Grégory Rast (SUI)   | 112e               |
| 167                            | John Degenkolb (GER) | 5e                 |
| 168                            | Koen de Kort (NED)   | 45e                |
| Directeur sportif : Dirk Demol |                      |                    |

| UAE Emirates UAD                 | UAE Emirates UAD           | UAE Emirates UAD |
| -------------------------------- | -------------------------- | ---------------- |
| Num                              | Coureur                    | Pos              |
| 171                              | Simone Consonni (ITA)      | 71e              |
| 172                              | Filippo Ganna (ITA)        | AB               |
| 173                              | Marko Kump (SLO)           | AB               |
| 174                              | Vegard Stake Laengen (NOR) | AB               |
| 175                              | Marco Marcato (ITA)        | 25e              |
| 176                              | Sacha Modolo (ITA)         | 10e              |
| 177                              | Oliviero Troia (ITA)       | AB               |
| 178                              | Federico Zurlo (ITA)       | 105e             |
| Directeur sportif : Mario Scirea |                            |                  |

| Sport Vlaanderen-Baloise SVB          | Sport Vlaanderen-Baloise SVB | Sport Vlaanderen-Baloise SVB |
| ------------------------------------- | ---------------------------- | ---------------------------- |
| Num                                   | Coureur                      | Pos                          |
| 181                                   | Preben Van Hecke (BEL)       | 87e                          |
| 182                                   | Maxime Farazijn (BEL)        | AB                           |
| 183                                   | Edward Planckaert (BEL)      | 114e                         |
| 184                                   | Dries Van Gestel (BEL)       | 38e                          |
| 185                                   | Stijn Steels (BEL)           | AB                           |
| 186                                   | Bert Van Lerberghe (BEL)     | 12e                          |
| 187                                   | Kenneth Van Rooy (BEL)       | 75e                          |
| 188                                   | Jens Wallays (BEL)           | AB                           |
| Directeur sportif : Walter Planckaert |                              |                              |

| Wanty-Groupe Gobert WGG                      | Wanty-Groupe Gobert WGG        | Wanty-Groupe Gobert WGG |
| -------------------------------------------- | ------------------------------ | ----------------------- |
| Num                                          | Coureur                        | Pos                     |
| 191                                          | Guillaume Van Keirsbulck (BEL) | 20e                     |
| 193                                          | Yoann Offredo (FRA)            | 30e                     |
| 194                                          | Wesley Kreder (NED)            | 102e                    |
| 195                                          | Andrea Pasqualon (ITA)         | 74e                     |
| 196                                          | Robin Stenuit (BEL)            | AB                      |
| 197                                          | Pieter Vanspeybrouck (BEL)     | AB                      |
| 198                                          | Simone Antonini (ITA)          | AB                      |
| 199                                          | Mark McNally (GBR)             | 70e                     |
| Directeur sportif : Hilaire Van der Schueren |                                |                         |

| Verandas Willems-Crelan VWC        | Verandas Willems-Crelan VWC | Verandas Willems-Crelan VWC |
| ---------------------------------- | --------------------------- | --------------------------- |
| Num                                | Coureur                     | Pos                         |
| 201                                | Christophe Prémont (BEL)    | AB                          |
| 202                                | Stef Van Zummeren (BEL)     | AB                          |
| 203                                | Dries De Bondt (BEL)        | AB                          |
| 204                                | Otto Vergaerde (BEL)        | AB                          |
| 205                                | Huub Duyn (NED)             | 63e                         |
| 206                                | Timothy Dupont (BEL)        | AB                          |
| 207                                | Michael Goolaerts (BEL)     | AB                          |
| 208                                | Aidis Kruopis (LTU)         | AB                          |
| Directeur sportif : Bob De Cnodder |                             |                             |

| Cofidis COF                              | Cofidis COF               | Cofidis COF |
| ---------------------------------------- | ------------------------- | ----------- |
| Num                                      | Coureur                   | Pos         |
| 211                                      | Loïc Chetout (FRA)        | 108e        |
| 212                                      | Dimitri Claeys (BEL)      | 53e         |
| 213                                      | Hugo Hofstetter (FRA)     | 36e         |
| 214                                      | Christophe Laporte (FRA)  | 15e         |
| 215                                      | Cyril Lemoine (FRA)       | AB          |
| 216                                      | Florian Sénéchal (FRA)    | 100e        |
| 217                                      | Michael Van Staeyen (BEL) | AB          |
| 218                                      | Kenneth Vanbilsen (BEL)   | AB          |
| Directeur sportif : Christian Guiberteau |                           |             |

| WB-Veranclassic-Aqua Protect WVA     | WB-Veranclassic-Aqua Protect WVA | WB-Veranclassic-Aqua Protect WVA |
| ------------------------------------ | -------------------------------- | -------------------------------- |
| Num                                  | Coureur                          | Pos                              |
| 221                                  | Ludwig De Winter (BEL)           | AB                               |
| 222                                  | Jimmy Duquennoy (BEL)            | AB                               |
| 223                                  | Roy Jans (BEL)                   | AB                               |
| 224                                  | Alex Kirsch (LUX)                | AB                               |
| 225                                  | Lawrence Naesen (BEL)            | AB                               |
| 226                                  | Christophe Masson (FRA)          | 111e                             |
| 227                                  | Julien Stassen (BEL)             | AB                               |
| 228                                  | Maxime Vantomme (BEL)            | 11e                              |
| Directeur sportif : Thierry Marichal |                                  |                                  |

| Israel Cycling Academy ICA          | Israel Cycling Academy ICA | Israel Cycling Academy ICA |
| ----------------------------------- | -------------------------- | -------------------------- |
| Num                                 | Coureur                    | Pos                        |
| 231                                 | Guillaume Boivin (CAN)     | AB                         |
| 232                                 | Zakkari Dempster (AUS)     | AB                         |
| 233                                 | Krists Neilands (LAT)      | AB                         |
| 234                                 | Benjamin Perry (CAN)       | AB                         |
| 235                                 | Mihkel Räim (EST)          | AB                         |
| 236                                 | Dennis van Winden (NED)    | 77e                        |
| 237                                 | Guy Sagiv (ISR)            | AB                         |
| 238                                 | Daniel Turek (CZE)         | AB                         |
| Directeur sportif : Kjell Carlström |                            |                            |

| Roompot-Nederlandse Loterij RNL       | Roompot-Nederlandse Loterij RNL | Roompot-Nederlandse Loterij RNL |
| ------------------------------------- | ------------------------------- | ------------------------------- |
| Num                                   | Coureur                         | Pos                             |
| 241                                   | Jesper Asselman (NED)           | AB                              |
| 242                                   | Berden de Vries (NED)           | 89e                             |
| 243                                   | Raymond Kreder (NED)            | 88e                             |
| 244                                   | Pim Ligthart (NED)              | 58e                             |
| 245                                   | André Looij (NED)               | AB                              |
| 246                                   | Coen Vermeltfoort (NED)         | 23e                             |
| 247                                   | Elmar Reinders (NED)            | 60e                             |
| 248                                   | Taco van der Hoorn (NED)        | AB                              |
| Directeur sportif : Michel Cornelisse |                                 |                                 |